# Eskil Block
Anders Eskil Block, född 12 november 1932 i Göteborg, död 2 augusti 2013 på Lidingö, var en svensk framtidsforskare, samhällsdebattör och författare.

## Biografi
Eskil Block var son till kyrkoherde Anders Block och Anna, född Norborg. Han var dotterson till prästen Lars Norborg, brorson till biskop Carl Block, bror till Karin Block, Per Block, Cecilia Cervin och Hans Block och far till diplomaten Anna Block Mazoyer, arkitekten Paula Block Philipsen och författaren och journalisten Clara Block Hane. Eskil Block var 1962–1967 gift med Hedvig, född Tarschys, senare omgift Hedqvist.
Eskil Block gick ut Chalmers 1954, blev därefter filosofie magister vid Lunds universitet 1958, teknologie licentiat vid Chalmers 1959, tillförordnad universitetslektor vid Lunds tekniska högskola 1964, försöksledare för utbildningsteve för de tekniska högskolorna 1967–1968, konsult inom framtidsforskning på Försvarets forskningsanstalt 1969–1971, avdelningsdirektör där 1973 samt koordinator för ett belgiskt framtidsforskningsprojekt 1971–1973.
Fram till sin pensionering 1997 var han anställd vid Försvarets forskningsanstalt. Dessförinnan var han verksam 1964–1968 vid Sveriges radio i Malmö, där han gjorde TV- och radioprogram, samt var verksam inom en föregångare till utbildningsradion.
Som framtidsforskare rörde sig Eskil Block över många olika ämnesområden och intog generellt en mycket positiv inställning till teknikutvecklingens möjligheter och forskningens betydelse för samhällsutvecklingen, samtidigt som han tog tydlig ställning för Västvärldens politiska och ekonomiska system och därmed mot Sovjetunionen och kommunismen. Detta var även karaktäristiskt för flera ledande amerikanska futurologer som etablerade sig på 1960- och 1970-talen, som exempelvis Herman Kahn. Som samhällsdebattör har Eskil Block sällan tvekat att inta och framföra kontroversiella ståndpunkter, och han har gärna ställt upp i mediala sammanhang. Denna kombination ledde till att han under slutet av 1980-talet och början av 1990-talet var en flitig gäst i många debattprogram i TV, bland annat hos Robert Aschberg. Efter att 1989 i ett av programmen ha hamnat i gräl med den norska performanceartisten Wencke Mühleisen slog han omedelbart efter programmet till Mühleisen i magen, vilket fick medial uppmärksamhet.
Eskil Block gav 1988 ut science fiction-romanen Kvinnoplaneten, som har betecknats som "anti-feministisk". Han är begravd på Lidingö kyrkogård.

### Dömd för förtal
Dokumentärfilmaren och vänsterdebattören Maj Wechselmann stämde Eskil Block i ett uppmärksammat rättsfall och yrkade att han skulle betala skadestånd på grund av förtal. I ett debattforum på KOM-systemet (ett dåtida BBS-system på Stockholms datamaskincentral QZ, i huvudsak tillgängligt för forskare och studenter på vissa institutioner i Stockholms-området) hade Eskil Block 1985 enligt Wechselmann utpekat henne som landsförrädare och sovjetisk spion eller infiltratör. Diskussionen där dessa yttranden framfördes gällde den sovjetiska ubåtens U 137:s grundstötning och intrång på svenskt vatten, som hade varit föremål för Wechselmanns film "Ubåt! En till sannolikhet gränsande visshet" samma år. Eskil Block hade tillgång till KOM-systemet i sin egenskap av FOA-anställd, och hans inlägg vidareförmedlades till media och till Maj Wechselmann av en annan användare.
Stockholms tingsrätt dömde 1988 Eskil Block att betala 10 000 kronor i skadestånd till Wechselmann jämte rättegångskostnader om 22 875 kronor, samt ålade honom att införa domen i Fritt Forum på KOM-systemet. Domen finns fortfarande arkiverad och tillgänglig i elektronisk form. Målet och domen anses intressanta på grund av att det var första gången som en domstol i Sverige ställde någon till ansvar för förtal på grundval av uppgifter som hade spritts i ett elektroniskt medium. Fallet ledde vidare till diskussioner om en ny lag för att reglera tonen på internet och 1998 infördes lagen om elektroniska anslagstavlor, den så kallade BBS-lagen.

## Böcker och skrifter i urval
- Flyktingpolitik i analys (1993), tillsammans med Åke Wedin
- Efter neutraliteten – nio liv för Sverige (1991)
- Ett miljöanpassat energisystem (1990)
- Kvinnoplaneten : roman (1988), som Anders Eskil Block
- Future cities and information technology (1988), tillsammans med Tibor Hottovy
- Aktörer, trender och hot! (1986)
- Europa – enhet och mångfald : kontinentala situationer och problem som angår oss (1983)
- Nio liv för mänskligheten : scenarier om framtida maktkoncentration med samhällsmodeller och metoddiskussion (1981), FOA-rapport
- Människa och teknik i framtidssamhället (1976), tillsammans med Per Block och Anders Schaerström
- Framtiden – hot eller löfte? (1971), tillsammans med (forskaren) Sam Nilsson
- Framtidsmiljö för utbildning : en framtidsstudie (1971)
- Tempus futurum : om framtidsforskningens mål, termer och metoder (1970)